# Krzysztof Stefański (fizyk)
Krzysztof Stefański – polski fizyk, profesor nauk fizycznych.

## Życiorys
W 1981 obronił pracę doktorską, w 1993  habilitował się na podstawie pracy zatytułowanej Proste metody konstrukcji przybliżonych hamiltonianów całkowalnych i ich zastosowanie w półklasycznym kwantowaniu układów niecałkowalnych. W 2014 uzyskał tytuł profesora nauk fizycznych.
Pracuje na Uniwersytecie Mikołaja Kopernika w Toruniu.